# Sergej Bagapsj
Sergej Uasyl-ipa Bagapsj (Abchazisch: Сергеи Уасыл-иҧа Багаҧшь, Sergei Uassyl-ipa Bagapsch; Russisch: Сергей Васильевич Багапш, Sergeij Vassiljevitsj Bagapsch; Georgisch: სერგეი ბაგაფში, Sergei Bagapschi) (Soechoemi, 4 maart 1949 – Moskou, 29 mei 2011) was sinds 2005 president van de deels-erkende staat Abchazië. Zijn voorganger was Vladislav Ardzinba.
In mei 2011 stierf Bagapsj na een longoperatie in de Russische hoofdstad Moskou. De taken van de president worden waargenomen door Aleksander Ankvab.